# 鈴木Verona
鈴木Verona（日语：スズキ・ヴェローナ）乃韓國GM大宇（通用韓國公司前身）替日本鈴木公司OEM代工生產的中型車，2002年至2006年間僅限北美洲市場販售。該車款以大宇Magnus為原型而修改，兄弟車另有雪佛蘭Epica（中國市場稱為雪佛蘭景程）。此外，臺灣台朔汽車的處女作「台朔一號Formosa Megnus」也是該車款的兄弟車。

## 歷史與概要
1981年美國汽車巨擘通用汽車購入鈴木的股票，雙方開始合作關係；全盛時期時前者甚至持有後者20.4%的股權。另一方面，韓國大宇汽車因經營惡化，負債高達12億美元而宣告破產，通用汽車接下這個爛攤子，將之納為子公司「通用大宇汽車」。透過這一層關係，加上通用汽車奉行集團共用車型的政策，是以通用大宇汽車自2002年起以大宇Magnus進行換牌工程，讓鈴木外銷至北美洲市場，彌補其中型車以上的產品空缺。
雖然配置通用大宇自行研發的2.5L直列六缸DOHC 24V XK6型引擎，採橫置式佈局，可輸出最大馬力155hp / 5,800rpm、扭力峰值177lb·ft / 4,000rpm，但骨子裡的機械結構都和大宇Magnus相同。由義大利著名的汽車設計師喬吉·喬治亞羅（Giorgetto Giugiaro）操刀的外型沒有多大的改變，除了廠徽標誌改成鈴木之外。內裝方面包含恆溫空調系統、皮質座椅等，安全配備則包括前座雙安全氣囊、ABS防鎖死煞車系統、TCS車身動態穩定系統等。
可惜這款車的銷售成績始終不見起色，2006年便宣告停售。

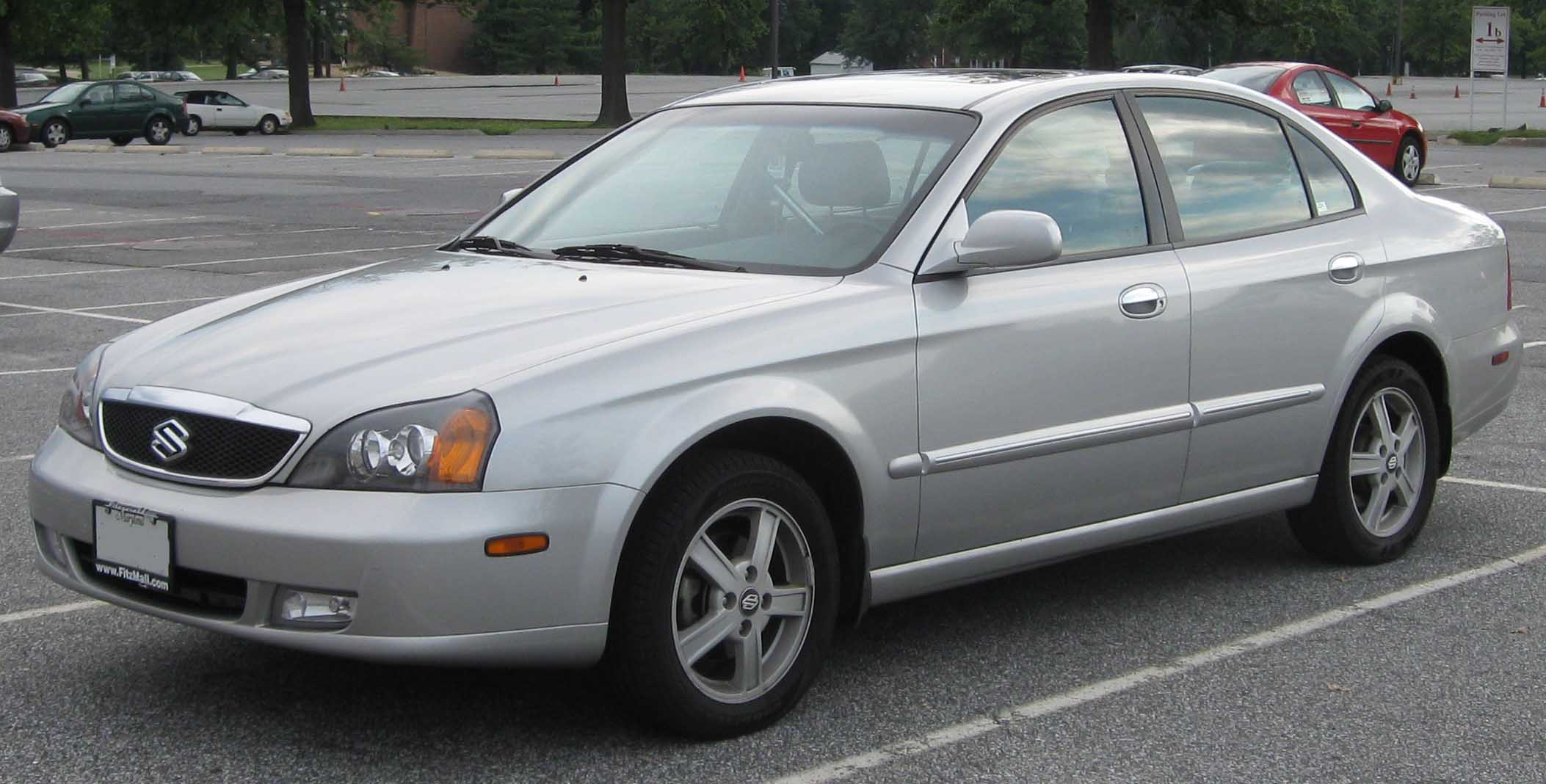
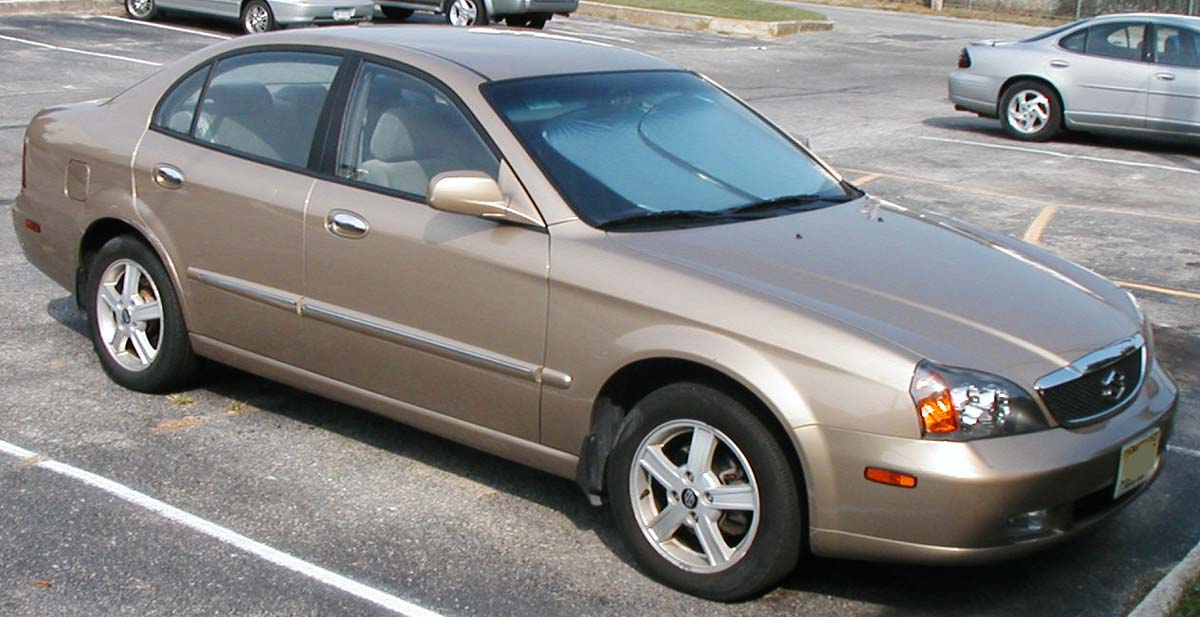

## 外部連結
- （英文）Car and Driver: Suzuki Verona EX Road Test （页面存档备份，存于）